# 拉尔库迪亚
拉尔库迪亚，是西班牙巴伦西亚自治区巴伦西亚省的一个市镇。总面积24平方公里，总人口10547人（2001年），人口密度439人/平方公里。